# 梁川八幡宮
梁川八幡宮（やながわはちまんぐう）は、福島県伊達市梁川町にある神社である。伊達氏ゆかりの神社として、福島県史跡・名勝に指定されている。祭神は誉田別命。

## 歴史
社伝によれば、平安時代中期に田原中納言勝稙が京都の石清水八幡宮を勧請して創建したのがはじまりで、平安時代末期には藤原秀衡が佐藤基治に命じて再建し、このとき三重塔を建てたという。このころは若宮八幡と称されていたが、室町時代に伊達持宗が高子岡（福島県伊達市保原）にあった亀岡八幡宮をこの地に遷して若宮八幡と合祀した。亀岡八幡はその後、伊達稙宗の代に桑折西山へ遷されたが、伊達氏が米沢に遷ると再びこの地に戻り、伊達政宗が仙台に移ると亀岡八幡の神体も仙台に遷された。八幡宮自体はその後もこの地に残り、現在の社殿は延享2年（1745年）に改築されたものである。なお、伊達家文書によると、伊達氏時代は広大な境内地の中に若宮八幡をはじめ、弁天堂、三重塔、仁王堂など七堂と塔別当、滝沢坊など多くの建物があり、大いに繁栄していたという。

## 境内の史跡
八幡宮の隣には龍宝寺という八幡宮の別当寺院があり、八幡宮とともに伊達氏に厚く庇護された。その龍宝寺の子院・鬼石観音が八幡宮本殿の前に建てられており、周囲は堀で囲まれている。鬼石観音は坂上田村麻呂が建立したと伝えられており、その後、伊達成宗が再建し、阿弥陀三尊を安置した。また、境内入口近くには厳島神社もあり、これも堀で囲まれている。境内にはさらに池や鑓水の跡と思われる用水路、三重塔跡の礎石が残されており、中世の鎮守社景観を偲ぶことができる。

## 伊達政宗との関わり
梁川八幡宮は伊達氏時代に亀岡八幡が勧請されたこともあり、伊達氏歴代より厚く信仰された。伊達政宗との関わりも深く、天正10年（1582年）の初陣の際には梁川八幡宮にて戦勝祈願を行なった。また、夫人・愛姫が田村家より輿入れの際、この地で田村家から伊達家への引渡しが行なわれた（伊達家引取り役は遠藤基信、田村家引渡し役は向館内匠）。亀岡八幡はその後政宗によって、岩出山、仙台へと遷された。